# Helen Ferguson
Helen Ferguson (ur. 23 lipca 1900, zm. 14 marca 1977) – amerykańska aktorka filmowa.

## Wyróżnienia
Została uhononorowana gwiazdą na słynnej Alei Gwiazd w Hollywood..

## Filmografia
- 1921: Panna Molly Bryant